# Gregory González
Gregory Gonzales (nacido el 16 de agosto de 1987) es un futbolista ecuatoriano que actualmente juega para el Deportivo Cuenca de la Serie A de Ecuador.

## Trayectoria
Se en formó en las divisiones menores del Barcelona Sporting Club de Ecuador y su posición es de volante de marca y en la primera etapa del 2009 fue el consentido del ex DT Benito Floro.
En el 2011 es cedido al Deportivo Cuenca donde se convierte en unos de los pilares del cuadro colorado.

## Clubes
| Club             | País    | Año         |
| ---------------- | ------- | ----------- |
| Barcelona        | Ecuador | 2005 - 2010 |
| Deportivo Cuenca | Ecuador | 2011 - 2013 |
| Deportivo Quito  | Ecuador | 2014        |
| Vargas Torres    | Ecuador | 2015        |
| Clan Juvenil     | Ecuador | 2016 -      |